# Nguyễn Tuấn Thiện
Nguyễn Tuấn Thiện (1401–1494) hay Lê Thiện là một danh tướng, khai quốc công thần triều Lê sơ.

## Xuất thân
Ông là người làng Phúc Đậu, xã Phúc Dương nay là xã Kim Hoa, huyện Hương Sơn, tỉnh Hà Tĩnh. Sinh ra trong một gia đình nghèo, sống bằng nghề làm ruộng, đánh cá và đi săn. Là người khỏe mạnh, có tầm vóc cao lớn lại giỏi võ nghệ và giàu lòng yêu nước thương dân. Trước cảnh đất nước bị giặc Minh giày xéo, ông đã cùng một số bạn bè cùng chí hướng thành lập đội quân Cốc Sơn để bảo vệ xóm làng.

## Sự nghiệp
Mặc dù là người có nhiều chiến công to lớn trong kháng chiến chống quân Minh xâm lược nhưng trong các bộ sử chính thống không thấy nhắc đến nhiều sự tích và công lao của ông, tuy nhiên ở một số tài liệu khác có nhắc đến ông khá nhiều. Trong cuốn Việt Lam xuân thu (hay còn gọi là Việt Lam tiểu sử, dựng lại cuộc khởi nghĩa Lam Sơn) có nhiều đoạn nói về ông. Hay như trong bộ Minh thực lục của nhà Minh có nhiều lần nhắc đến Lê Thiện như một dũng tướng của nghĩa quân Lam Sơn với những trận đánh trong các năm từ 1420 đến 1427.
Đội quân Cốc Sơn do ông làm thủ lĩnh đã làm chủ được toàn bộ huyện Hương Sơn gây được sức ảnh hưởng lớn ở Hà Tĩnh lúc bấy giờ. Khi nghĩa quân Lam Sơn tiến quân vào Nghệ An, ông đã chỉ huy đội quân phối hợp cùng nghĩa quân Lê Lợi. Lê Lợi đã thu nạp đội quân Cốc Sơn thành nghĩa quân kháng chiến và cùng Nguyễn Tuấn Thiện cắt tóc kết nghĩa, giết ngựa trắng ăn thề, dưới gốc cây thị ở xóm Nậy (xã Sơn Phúc) nguyện một lòng giết giặc cứu nước.
Trải qua 10 năm chống giặc ngoại xâm, với tài thao lược và lòng dũng cảm Nguyễn Tuấn Thiện đã cùng với Lê Lợi, Nguyễn Trãi cùng các tướng lĩnh khác như Đinh Liệt, Trịnh Khả, Lê Sát, Nguyễn Xí,... đã hoàn thành sứ mạng vẻ vang, quét sạch quân thù, trả lại nền độc lập cho Đại Việt.
Sau khi đánh đuổi giặc Minh ra khỏi bờ cõi, năm Thuận Thiên thứ nhất (1428), ông được liệt vào hàng Khai quốc công thần và được phong làm Tĩnh nạn Tuyên lực Trung liệt Minh nghĩa Khai quốc Công thần Đô Tổng quản phó Nguyên soái, Trung lãng Đại phu Tá phụng Thánh vệ Đại tướng quân (tước Đại Trí Tự). Và được Vua ban quốc tính họ Lê nên sử thời đấy gọi là Lê Thiện. Ông được giao chức Thị thần, rồi giữ chức Thống lĩnh quân đội của Châu Hoan và Châu Ái.
Khi xây dựng triều chính, củng cố quyền lực nhà Hậu Lê, Lê Lợi đã nghi kị và giết hại một số công thần như Trần Nguyên Hãn, Phạm Văn Xảo. Nguyễn Tuấn Thiện bèn treo ấn từ quan xin về quê, ở tại đất Ninh Xá (nay là làng Trung Ninh, xã Sơn Ninh, Hương Sơn, Hà Tĩnh). Ông mất năm 1494 thời vua Lê Thánh Tông, thọ 93 tuổi.

## Đền thờ
Đền thờ Nguyễn Tuấn Thiện gồm 2 toà nhà, kiến trúc theo kiểu chữ  Nhị 二, diện tích khoảng 3.000 m², cao hơn mặt ruộng 1,5m, xung quanh và trên khu gò trồng nhiều loại cây như: bạch đàn, long não, xà cừ,... Toà thượng điện gồm 3 gian tường xây bao quanh lợp ngói vảy, gỗ làm nhà hầu hết bằng mít và lim, bên trong là nơi đặt bàn thờ thần chủ và bức trướng gỗ sơn son thiếp vàng ghi phổ hệ và gia tước do Lê Lợi phong cho. Nhà bái đường nằm ở phía trước thượng điện làm bằng cột gỗ vuông, mái lợp ngói mới hiện đại và trong nhà bái đường có đặt “Hòn đá buộc voi của Đức Hầu – Nguyễn Tuấn Thiện”.
Phía sau đền thờ là mộ của ông, mộ đất có hình chóp, đường kính 7m, cao khoảng 2m, nhìn vào như là một gò đất cao nổi lên sau đền thờ. Sau những năm tháng phụng sự Lê triều, về trí lão được triều đình cho chọn đất Ninh Xá để an trí, ông đã tự tìm cho mình đất an táng ở Kim Quy Sơn, trải qua hơn năm thế kỷ lăng mộ của ông vẫn được bảo vệ nguyên trạng từ bấy đến giờ.
Đền thờ của ông hiện ở xã Sơn Ninh, huyện Hương Sơn đã được Bộ Văn hóa Thông tin xếp hạng di tích lịch sử văn hóa cấp quốc gia.

## Lễ hội
Hàng năm đến ngày 18 tháng Giêng con cháu dòng họ cùng chính quyền địa phương tổ chức chu đáo ngày giỗ của ông và là dịp để ôn lại truyền thống đánh giặc cứu nước của ông và các thế hệ tiếp nối sau này.

Người dân địa phương ở đây vẫn lưu truyền những câu thơ:

Cắt tóc giết ngựa trắng

Dưới gốc thị thề nguyền

Nguyện đồng tâm đồng chí

Phá giặc xây cơ đồ.

## Lời bình
Có thể nói Nguyễn Tuấn Thiện là một vị tướng không chỉ giỏi về mặt cầm quân trên chiến trường mà còn là một người khá nhạy bén với thời cuộc.
Ra đi từ một chàng trai nông dân áo vải bình dị và cuối đời cũng an nhàn chốn quê hương. Không bon chen với đời, không ham vinh hoa phú quý, địa vị tiền tài, biết tiến lùi đúng lúc. Ấy mới là bậc anh hùng đáng ngưỡng mộ.